# Nea Kameni
Néa Kaméni, en griego Νέα Καμένη, es una pequeña isla volcánica deshabitada de Grecia ubicada en el mar Egeo, en el centro de la caldera inundada de Santorini. Constituye la parte activa del volcán que dio nacimiento a las islas actuales del archipiélago de Santorini.
Nea Kameni y el vecino islote de Palea (o Palia) Kameni (Nueva Quemada y Vieja Quemada) se formaron en los últimos dos milenios por las repetidas erupciones de lava dacita y cenizas. El historiador romano Dion Casio registró en el año 47: "Este año, un pequeño islote, hasta ahora desconocido, apareció cerca de la isla de Thera (Santorini)." 
Las principales erupciones de los últimos 300 años tuvieron lugar en 1707-1712, 1866-1870 (se fusionó con el islote de Mikri Kaméni), 1925-1928, y 1939-1941. La última erupción, pequeña, sucedió en 1950 y produjo la extrusión del domo de lava.
Nea Kameni es casi redonda y tiene un diámetro de aproximadamente 2 kilómetros y una superficie de 3,4 km². Nea Kameni está monitorizada de cerca por los científicos del Instituto para el Estudio y Seguimiento del volcán de Santorini (ISMOSAV) y es un sitio científico protegido. La isla tiene muchas chimeneas activas de azufre, así como una alfombra de hierbas rojas suculentas en el delgado suelo en verano.
La isla, casi estéril, es visitada diariamente por decenas de embarcaciones de turistas durante todo el verano. Los visitantes suben un camino de grava para llegar a la cima de los 130 metros de altura del cráter, donde es posible completar un circuito completo de la corona.

## Galería
|  |  |  |